# Okres Púchov
Okres Púchov je jedním z okresů Slovenska. Leží v Trenčínském kraji, v jeho severní části. Na severu hraničí s okresem Považská Bystrica a s Českou republikou, na jihu pak s okresem Ilava.